# قلعة نار (زاز الغربي)
قلعة نار (بالفارسية: قلعه نر) هي قرية تقع في إيران في قسم زاز الغربي الریفي. يقدر عدد سكانها بـ 20 نسمة بحسب إحصاء 2016.